# Julia Margaret Cameron
Julia Margaret Cameron (geboortenaam: Julia Margaret Pattle; Calcutta, 11 juni 1815 – Kalutara (Ceylon), 26 januari 1879) was een Brits fotografe. Ze werd bekend vanwege haar portretten van bekende personen en mythologische scènes.
Cameron kreeg toen ze 48 jaar oud was een camera cadeau en begon daarna haar fotografische carrière. Hoewel ze slechts elf jaar actief was als fotografe had haar werk grote invloed op de ontwikkeling van de fotografie. Haar stijl van nauw afgesneden portretten wordt tegenwoordig nog steeds gebruikt bij onder andere pasfoto's.

## Jeugd en huwelijk

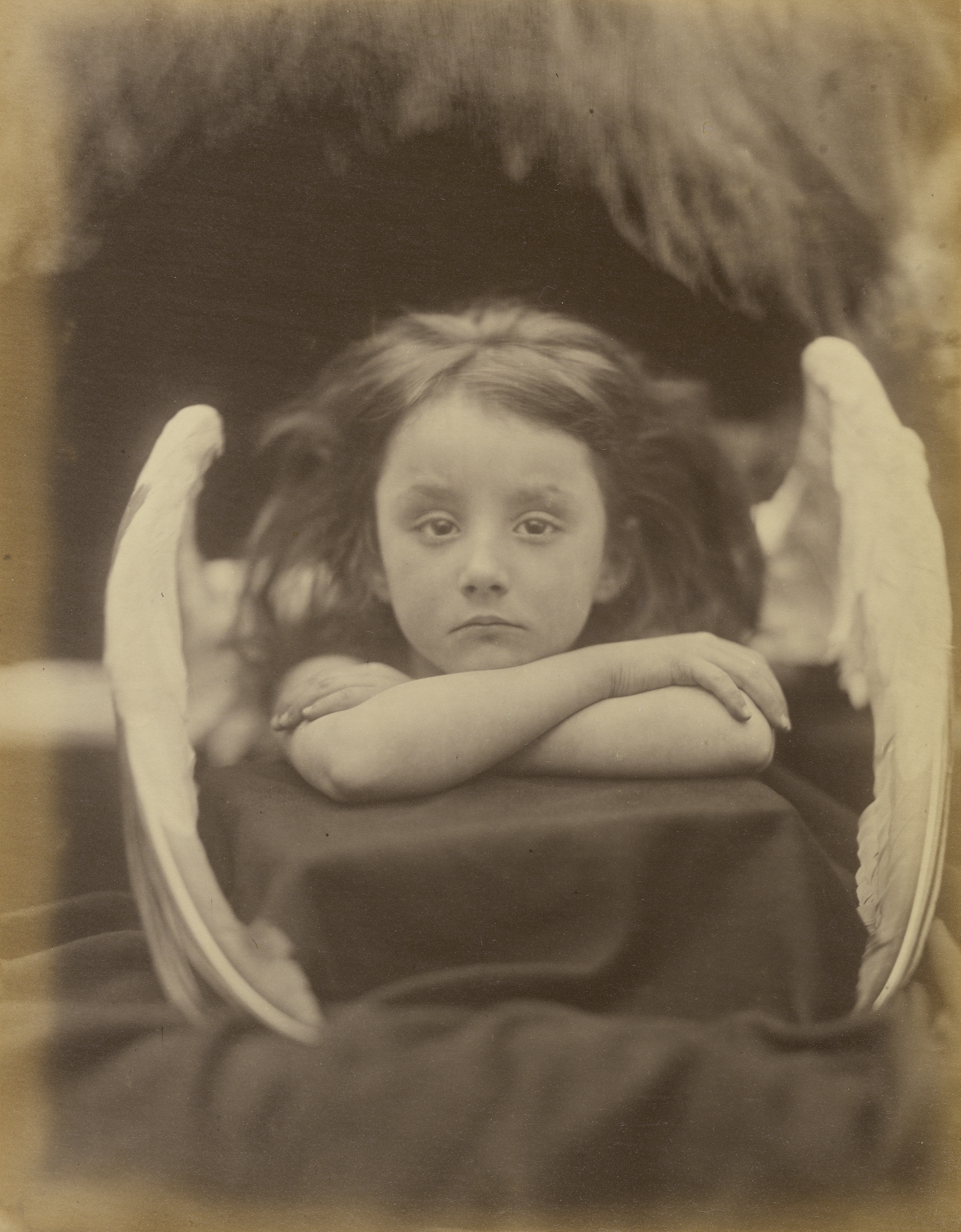
"I Wait" (ik wacht), jaren 60 van de 19e eeuw.

Julia Margaret Pattle was de dochter van James Pattle, een koloniaal ambtenaar van de British East India Company in Calcutta, en Adeline de l'Etang, een dochter uit een Franse adellijke familie.
Julia Pattle ging in Frankrijk naar school maar keerde terug naar India om in 1838 met de twintig jaar oudere jurist Charles Hay Cameron te trouwen. In 1848 ging Cameron met pensioen en de familie keerde terug naar Europa, waar ze in Londen gingen wonen. De zuster van haar man, Sarah Prinsep, runde bij Holland House in Kensington een salon die diende als ontmoetingsplek voor kunstenaars en schrijvers. In 1860 brachten de Camerons de dichter Alfred Tennyson een bezoek op het Isle of Wight. Julia was zo gecharmeerd van de locatie, dat ze niet lang daarna zelf een landhuis op het eiland kochten. Dit noemden ze Dimbola Lodge, naar de plantage van de familie op Ceylon.

## Fotografische carrière
In 1863 kreeg Cameron een camera cadeau van haar dochter. Hiermee begon haar carrière als fotografe. Binnen een jaar was ze lid van de fotografische verenigingen van Londen en Schotland. Ze probeerde in haar werk schoonheid te vangen. Ze schreef: I longed to arrest all the beauty that came before me and at length the longing has been satisfied. (Ik wilde al het moois dat ik tegenkwam vastleggen en die behoefte is uiteindelijk bevredigd).
Ze leerde van David Wilkie Wynfield de techniek van soft-focus bij het maken van zogenaamde fancy portraits. Cameron kon obsessief te werk gaan. Ze fotografeerde haar modellen talloze malen achtereen en creëerde haar eigen onconventionele stijl, die als intiem ervaren wordt. Door lange belichtingstijden of het opzettelijk onscherp stellen van de lens creëerde ze een suggestie van vaagheid. Hoewel ze hierom kritiek kreeg van tijdgenoten ondersteunden haar vrienden en familie haar in haar werk. Tegenwoordig is ze een van de bekendste fotografen uit haar tijd, ook vanwege de vele portretten van beroemdheden die ze maakte.
Cameron liet van al haar foto's de rechten registreren. Dankzij deze slimme manier van zakendoen zijn veel van haar werken bewaard gebleven.
De meeste van haar foto's vallen in twee categorieën: portretten en illustratieve allegorieën op religieuze en literaire werken.
In 1875 verhuisden de Camerons terug naar Ceylon, het tegenwoordige Sri Lanka. Julia ging door met haar fotografie maar klaagde in brieven over de moeilijkheden bij het verkrijgen van de chemicaliën voor het ontwikkelen van foto's. Bovendien was ze in India afgesneden van de kunstenaarsgemeenschap van Little Holland House. Ten slotte was er in India een relatief kleine vraag naar fotografen, vergeleken met Engeland. Om al deze redenen maakte Cameron er minder foto's dan voorheen. De meeste van haar foto's op Ceylon waren van lokale bewoners, maar slechts weinig van dit werk is bewaard gebleven.
Tussen 1876 en 1877 was ze, woonachtig in Kalutara, gastvrouw van de botanische schilders Marianne North, die in Kew Gardens, Londen, geëerd wordt.
Cameron stierf in 1879 aan de gevolgen van een longontsteking.

## Nalatenschap
Hoewel Cameron in de kunstwereld van haar tijd redelijke bekendheid genoot, werd ze pas bekend onder een groter publiek na het verschijnen van een boek van Helmut Gernsheim over haar werk in 1948.

## Werk

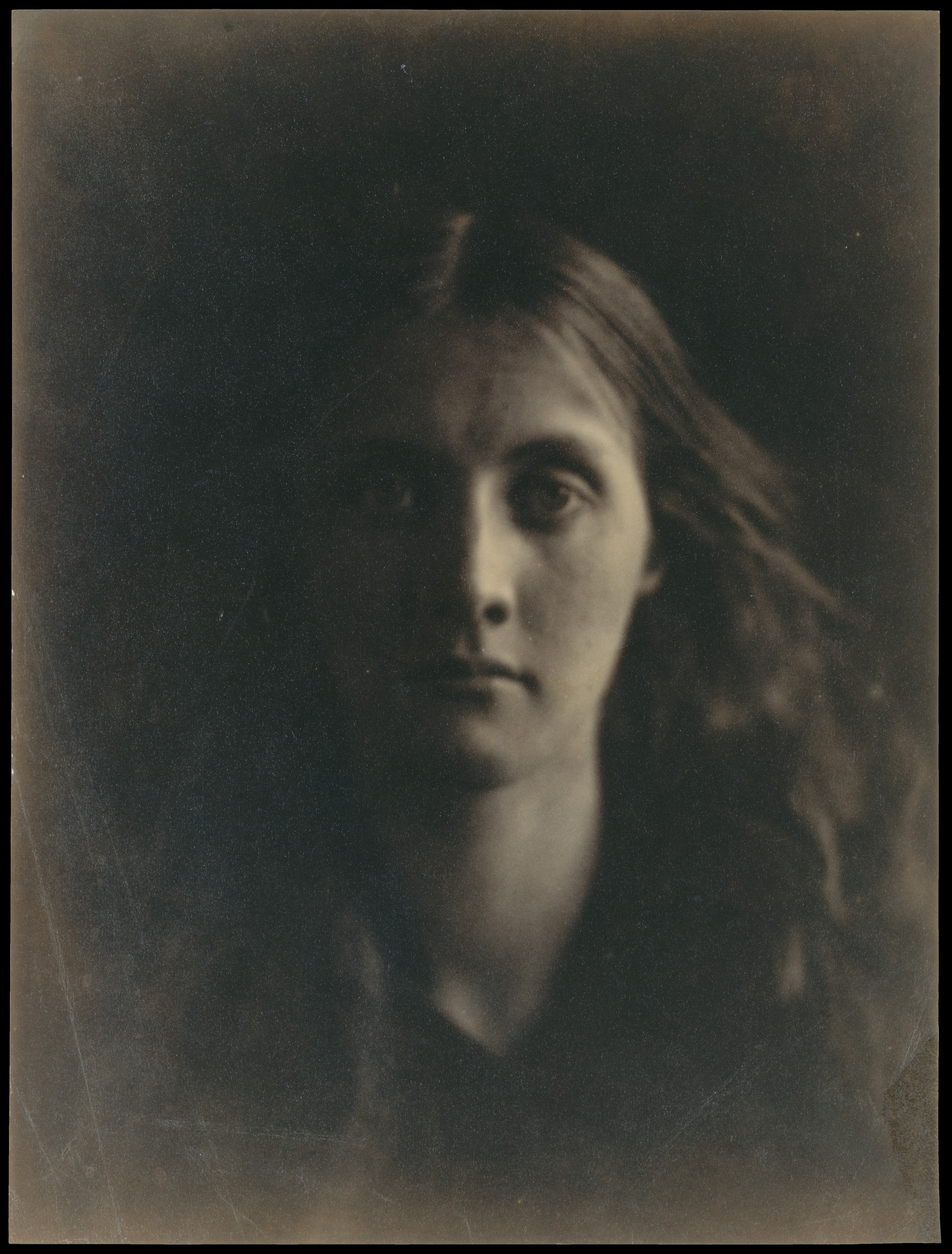
Julia Jackson
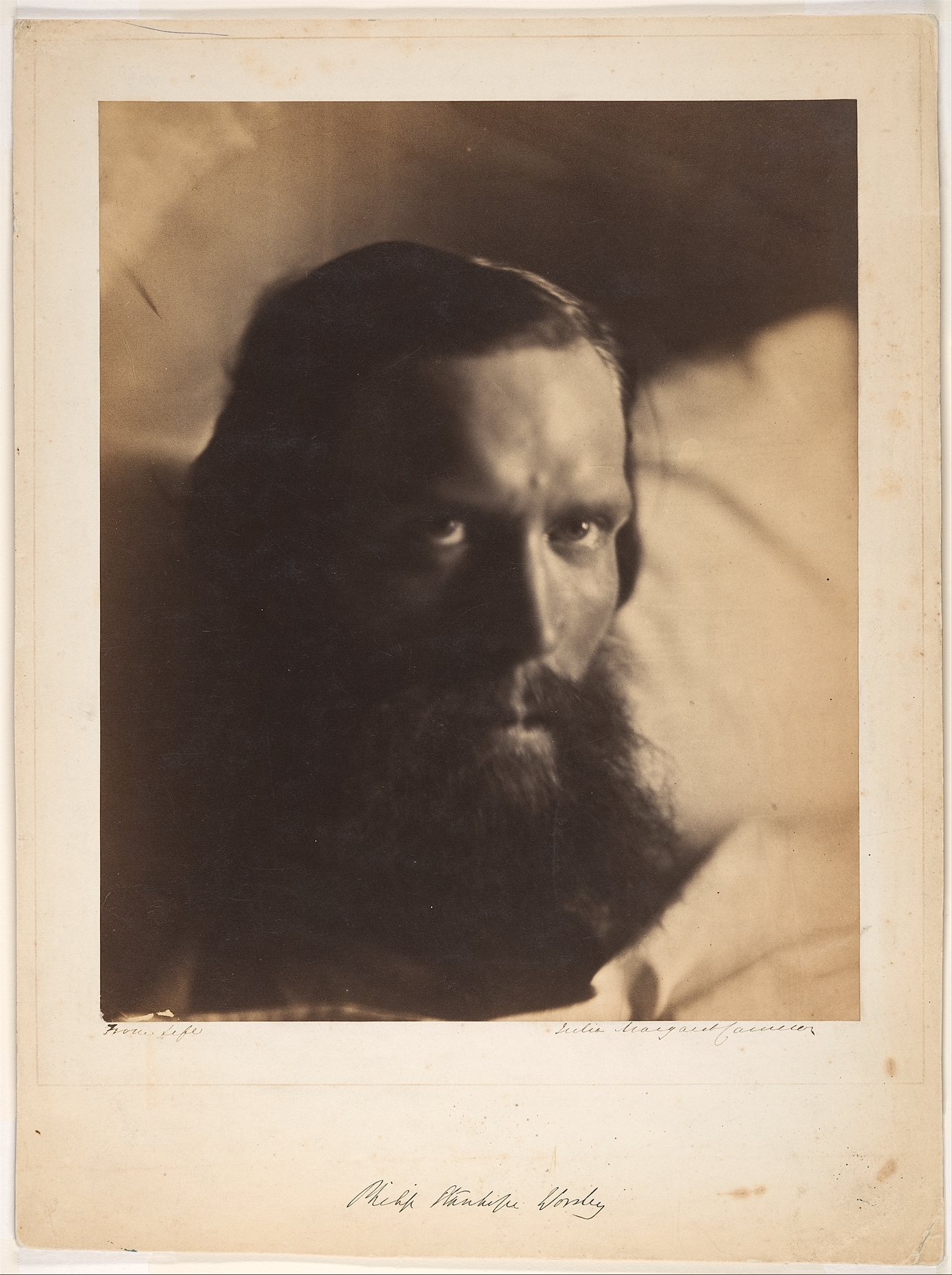
Philip Stanhope Worsley
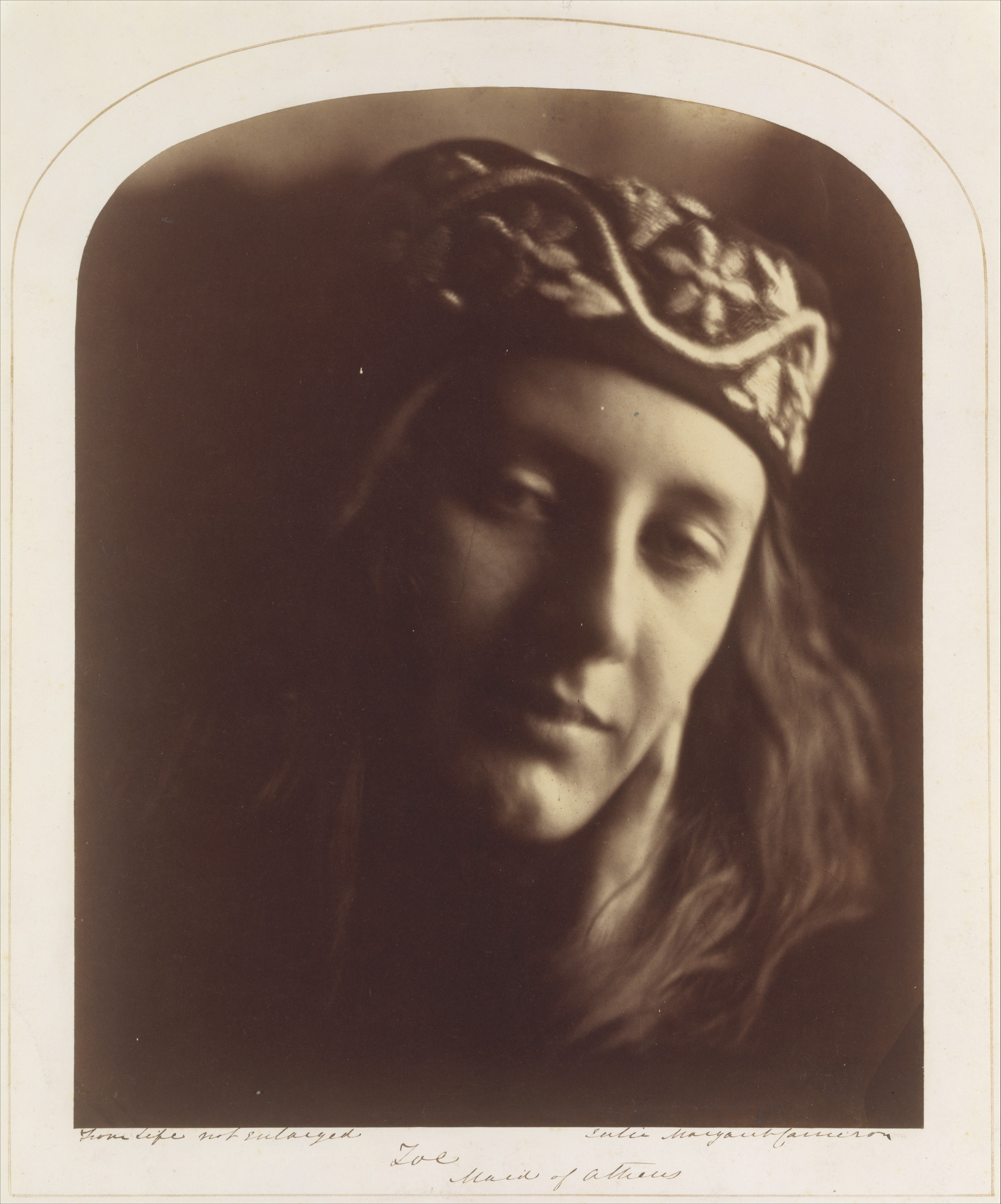
Zoe, maid of Athens
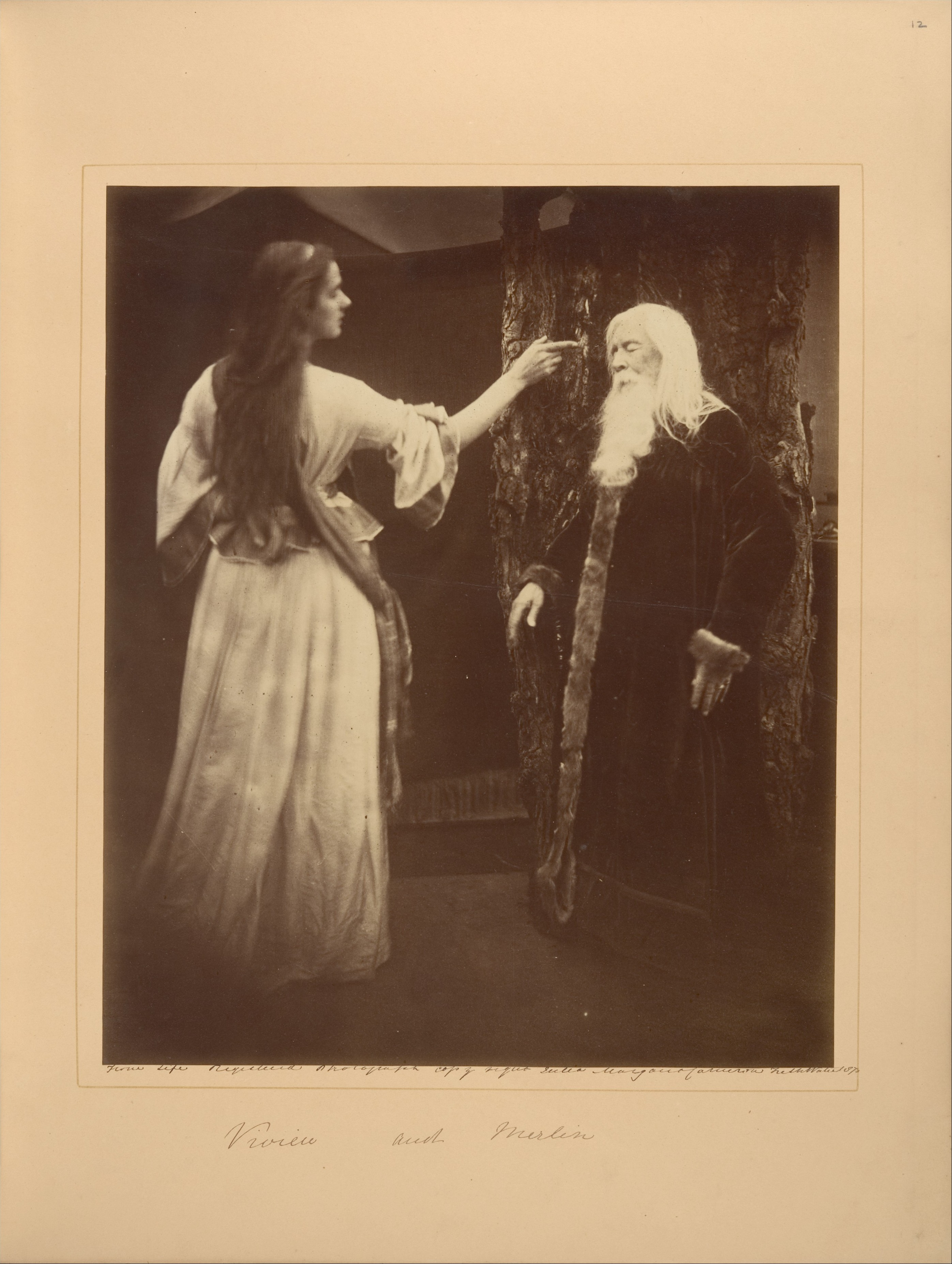
Vivien and Merlin
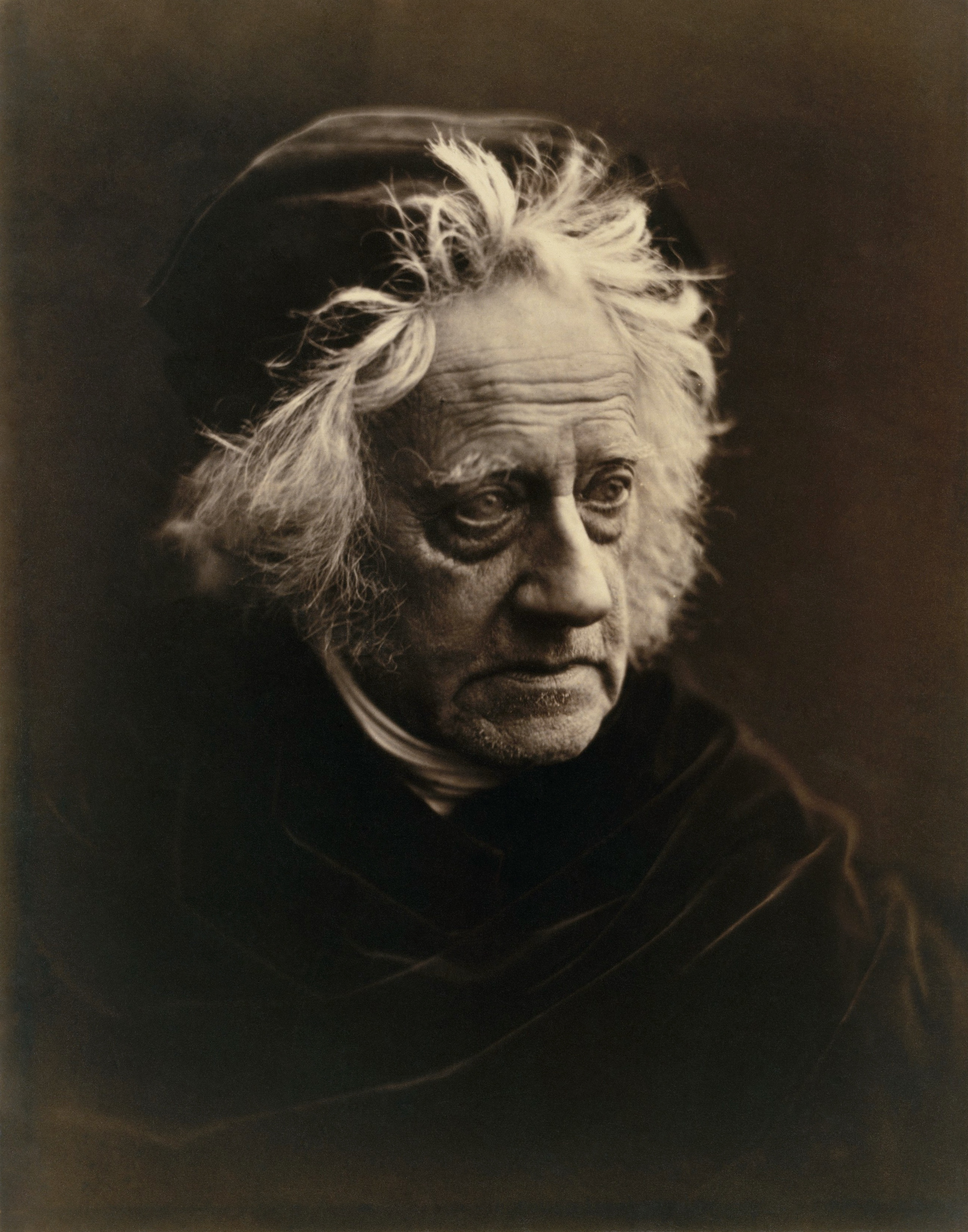
John Herschel

- Art Gallery of South Australia: 4090
- Bibsys: 90700284
- Biblioteca Nacional de Chile: 000202862
- Biblioteca Nacional de España: XX999770
- Bibliothèque nationale de France: cb12322233c (data)
- Catàleg d'autoritats de noms i títols de Catalunya: 981058519681206706
- CiNii: DA08236383
- Digitale Bibliotheek voor de Nederlandse Letteren: came016
- Gemeinsame Normdatei: 119362201
- International Standard Name Identifier: 0000 0000 8140 6854
- KulturNav: 94c5ee4a-1212-4b3b-afa8-6cce5ff35dbf
- Library of Congress Control Number: n50031545
- Nationale Bibliotheek van Letland: 000216528
- Bibliotheek van het Japanse parlement: 001274682
- National Gallery of Victoria: 2099
- Nationale Bibliotheek van Tsjechië: jn20000700272
- Nationale bibliotheek van Australië: 35169417
- Nationale Bibliotheek van Israël: 987007280450605171
- Nationale Bibliotheek van Polen: a0000001688966
- Nederlandse Thesaurus van Auteursnamen: 071073744
- PIC: 2061
- Réseau des bibliothèques de Suisse occidentale: 02-A003071825
- RKD-Nederlands Instituut voor Kunstgeschiedenis: 248045
- Istituto Centrale per il Catalogo Unico: RAVV049745
- LIBRIS: 218949
- SNAC: w6tt50w3
- Système universitaire de documentation: 027343383
- Museum of New Zealand Te Papa Tongarewa: 73809
- Trove: 850180
- Union List of Artist Names: 500118804
- Virtual International Authority File: 61616074
- WorldCat: E39PBJw8TjTXMpK7bQ4W4gy8G3